# Bembix sinuata
Bembix sinuata é uma espécie de insetos himenópteros, mais especificamente de vespas pertencente à família Crabronidae.
A autoridade científica da espécie é Panzer, tendo sido descrita no ano de 1804.
Trata-se de uma espécie presente no território português.